# Мучнистые червецы
Мучнистые червецы, или войлочники, или ложноподушечницы (лат. Pseudococcidae) — семейство полужесткокрылых из надсемейства червецов.
В семействе описано свыше 2200 видов, из которых 330 видов можно встретить в Европе.

## Описание
Червецы мелких и средних размеров; в длину достигают 3-6 мм, редко 10 мм. Трёхъячеечные железы и церарии обычно имеются, бутылковидных желёз нет. Тело самки обычно овальное, покрыто порошковидным воском, часто задний конец или весь край с восковыми пластинками различной длины, реже пластинки имеются на дорсальной поверхности тела (Puto). В период яйцеклада самка заключена в ватообразный яйцевой мешок, иногда (Cocura) лежит на блюдцевидном яйцевом мешке.
Известны следующие хромосомные числа Pseudococcidae: от 2n=8 до 2n=64 (у ложнощитовок Coccidae — от 2n=10 до 2n=36, у всех Coccinea в целом — от 4 до 192).
Известно около 500 видов яйцеживородящих мучнистых червецов (четверть мировой фауны). Исключительно яйцеживородящими видами представлены такие их роды как Antonina, Heliococcus, Puto, Fonscolombia, Coccura, Nudicauda, Adelosoma, Pleistocerarius.
Включает множество опасных вредителей культурных растений, например, такие виды, как Ананасовый мучнистый червец.

## Систематика
Одно из крупнейших семейств кокцид. В 2012 году в ходе исследования морфологии самцов было предложено выделить из состава семейства Pseudococcidae подсемейства Rhizoecinae и Xenococcinae и включить их в отдельное семейство Rhizoecidae (Capitisetella — Eumyrmococcus — Ishigakicoccus — Kissrhizoecus — Neochavesia — Pseudorhizoecus — Rhizoecus — Ripersiella — Xenococcus)

## Палеонтология
Древнейшим представителем семейства считается вид Williamsicoccus megalops, найденный в меловом ливанском янтаре. Также мучнистые червецы встречаются в бирманском янтаре.

## Список родов
В составе семейства:
- Acaciacoccus
- Acinicoccus
- Acrochordonus
- Adelosoma
- Agastococcus
- Albertinia
- Allotrionymus
- Amonostherium
- Anaparaputo
- Anisococcus
- Annulococcus (Annulococcus ugandaensis)
- Anthelococcus
- Antonina
- Antoninella
- Antoninoides
- Apodastococcus
- Artemicoccus
- Asaphococcus
- Asphodelococcus
- Asteliacoccus
- Atriplicicoccus
- Atrococcus
- Australicoccus
- Australiputo
- Brasiliputo (Brasiliputo grandis)
- Erimococcus
- Euripersia (Euripersia artemisiae)
- Kissrhizoecus (Kissrhizoecus hungaricus)
- Peliococcus (Peliococcus zillae)
- Phenacoccus Phenacoccus baccharidis
- Spilococcus (Spilococcus alhagii)

- Другие роды
- Триба Allomyrmococcini[8]
  - Allomyrmococcus Takahashi, 1941 (Allomyrmococcus acariformis)
  - Archeomyrmococcus Williams, 2002 (Archeomyrmococcus dolichoderi)
  - Bolbococcus Williams, 2002 (Bolbococcus oresbius, B. sabahanus)
  - Borneococcus Williams, 2002 (Borneococcus bauensis, B. calvescens, B. pastorius)
  - Dicranococcus Williams, 2002 (Dicranococcus apiensis, D. montanus, D. sabahensis, D. storki)
  - Doryphorococcus Williams, 2002 (Doryphorococcus lentiginosus)
  - Hippeococcus Reyne, 1954 (Hippeococcus bundericus, H. rappardi, H. wegneri)
  - Malaicoccus Takahashi, 1950 (Malaicoccus formicarii, M. maschwitzi, M. sumatranus, M. takahashii)
  - Paramyrmococcus Takahashi, 1941 (Paramyrmococcus chiengraiensis, P. vietnamensis)
  - Promyrmococcus Williams, 2002 (Promyrmococcus dilli, P. wayi)
  - Thaimyrmococcus Williams, 2002 (Thaimyrmococcus daviesi)
- Подсемейство Rhizoecinae (Rhizoecidae).
  - Capitisetella Hambleton (Capitisetella migrans (Green))
  - Kissrhizoecus Kozár & Konczné Benedicty (Kissrhizoecus hungaricus  Kozár & Konczné Benedicty)
  - Pseudorhizoecus Green (Pseudorhizoecus proximus Green)
  - Rhizoecus Künckel d'Herculais (1878) (Rhizoecus caticans, R. coffeae, R. dianthae, R. falcifer, R. kazachstanus)
  - Ripersiella Tinsley
- Подсемейство Xenococcinae
  - Eumyrmococcus Silvestri
  - Neochavesia Williams & Granara de Willink
  - Xenococcus  Silvestri

## Вредитель
Мучнистый червец представляет опасность для большинства комнатных растений, особенно страдают азалии, гибискусы, кактусы, сенполии, цитрусовые, фикусы, филодендроны. Личинки и взрослые особи питаются соками растения. Он зимует лишь в теплом климате или в условиях помещения. Мучнистые червецы истощают силы растений, питаясь соком бутонов, листьев, плодов, побегов и корней, что может привести к угнетению, замедлению роста и даже гибели растения. При температуре 27 °C и высокой влажности червец размножается быстро. Он особенно привлекается к растениям, которые часто подкармливают удобрениями с высоким содержанием азота.

## Галерея

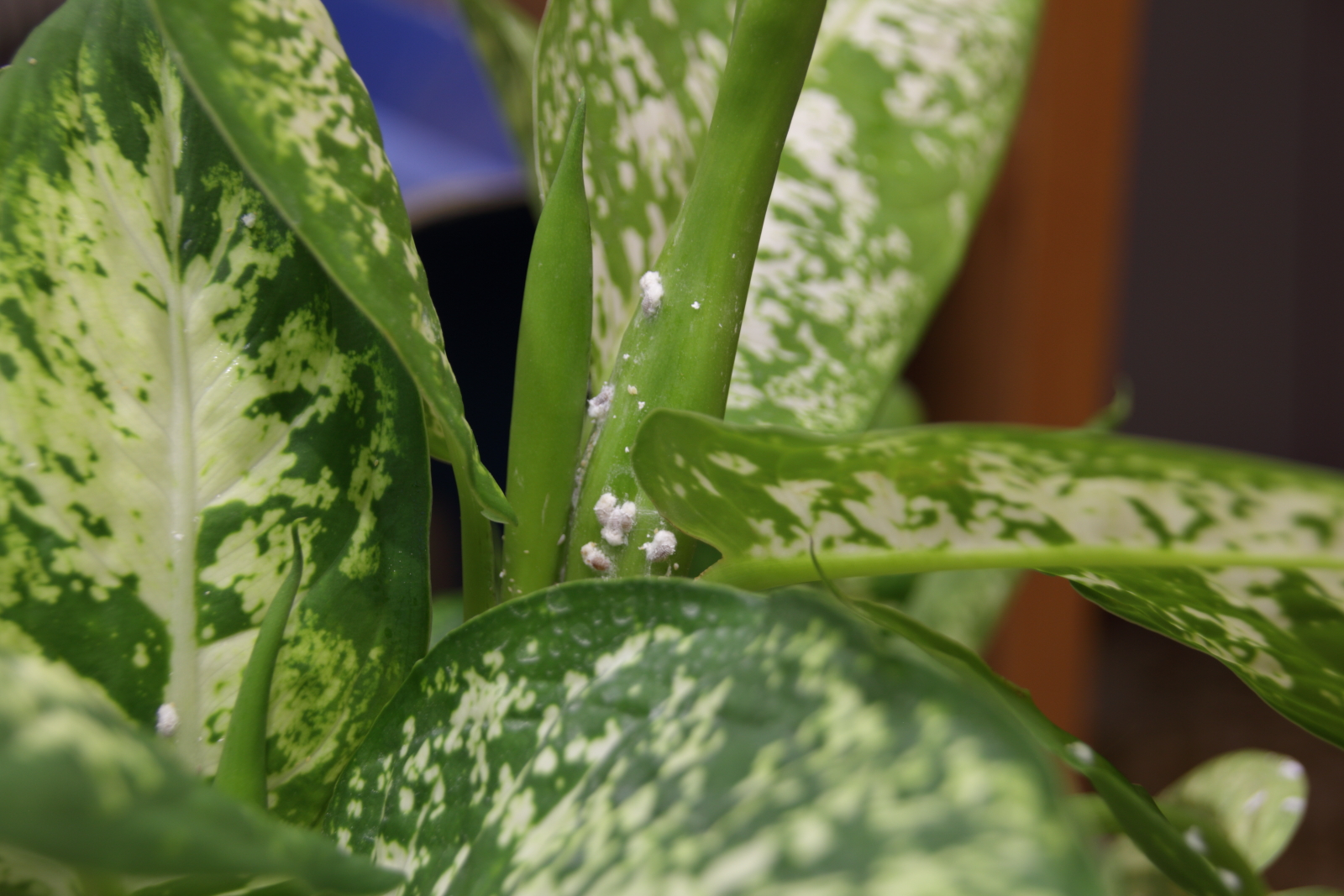
Общий вид червецов, паразитирующих на диффенбахии
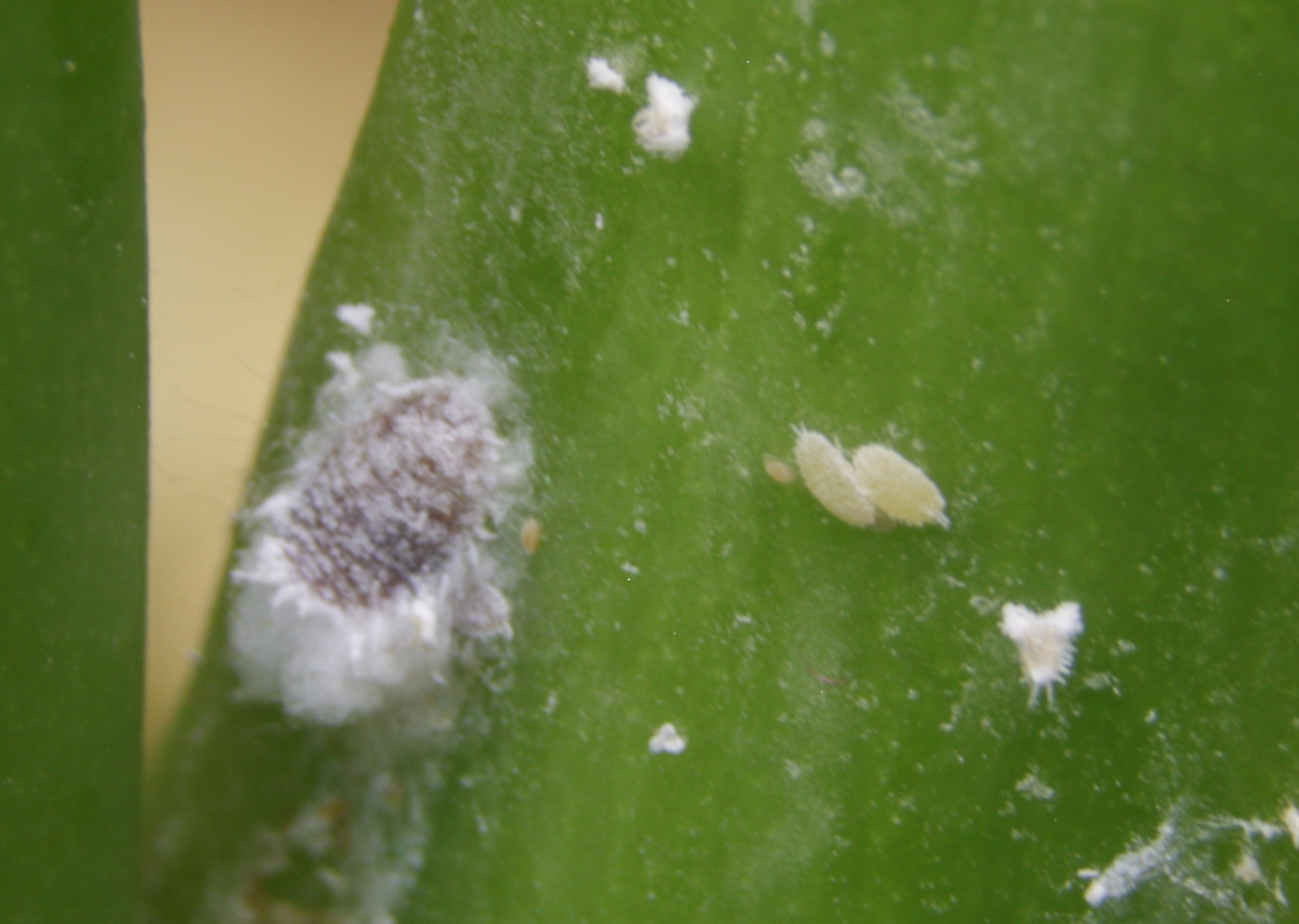
Червецы разных этапов зрелости. Возле молодых червецов, слева, видна совсем мелкая особь, она проползала мимо
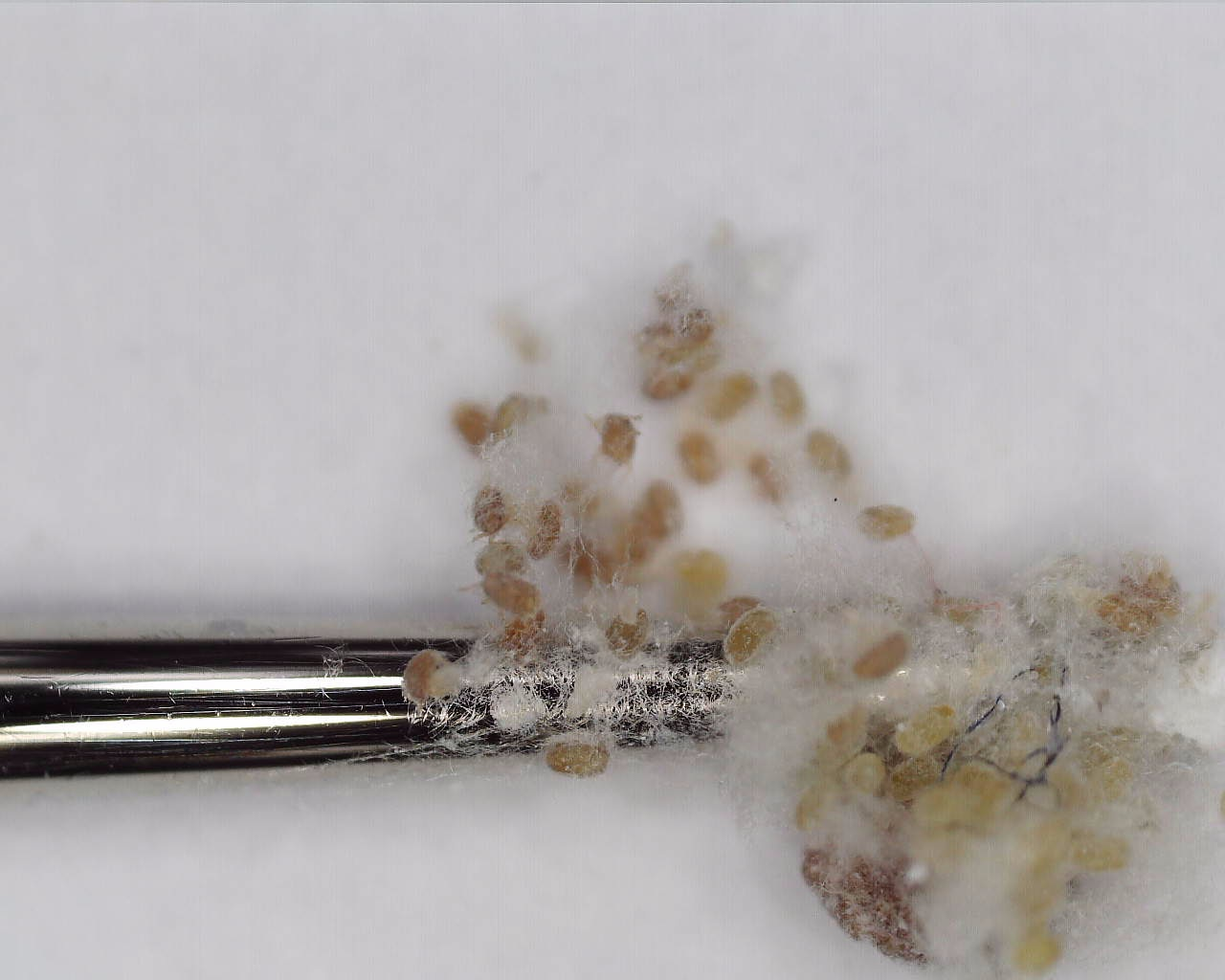
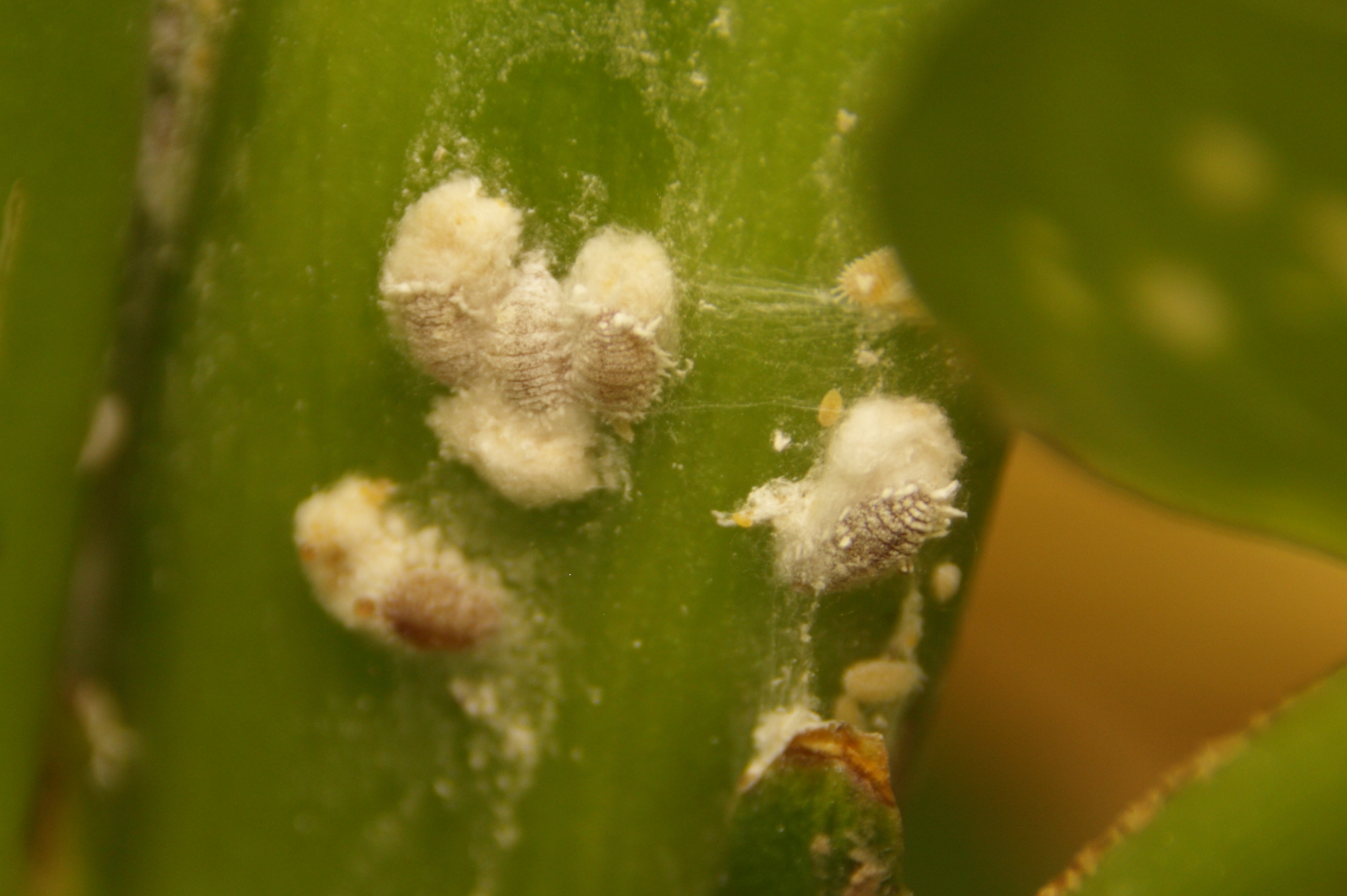
Скопление взрослых червецов
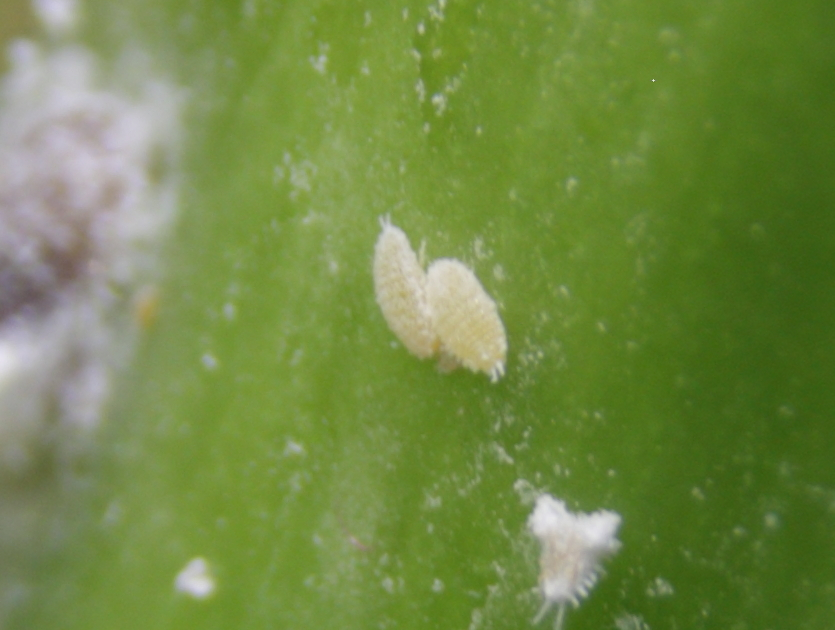
Молодые червецы, расположенные встречно друг другу
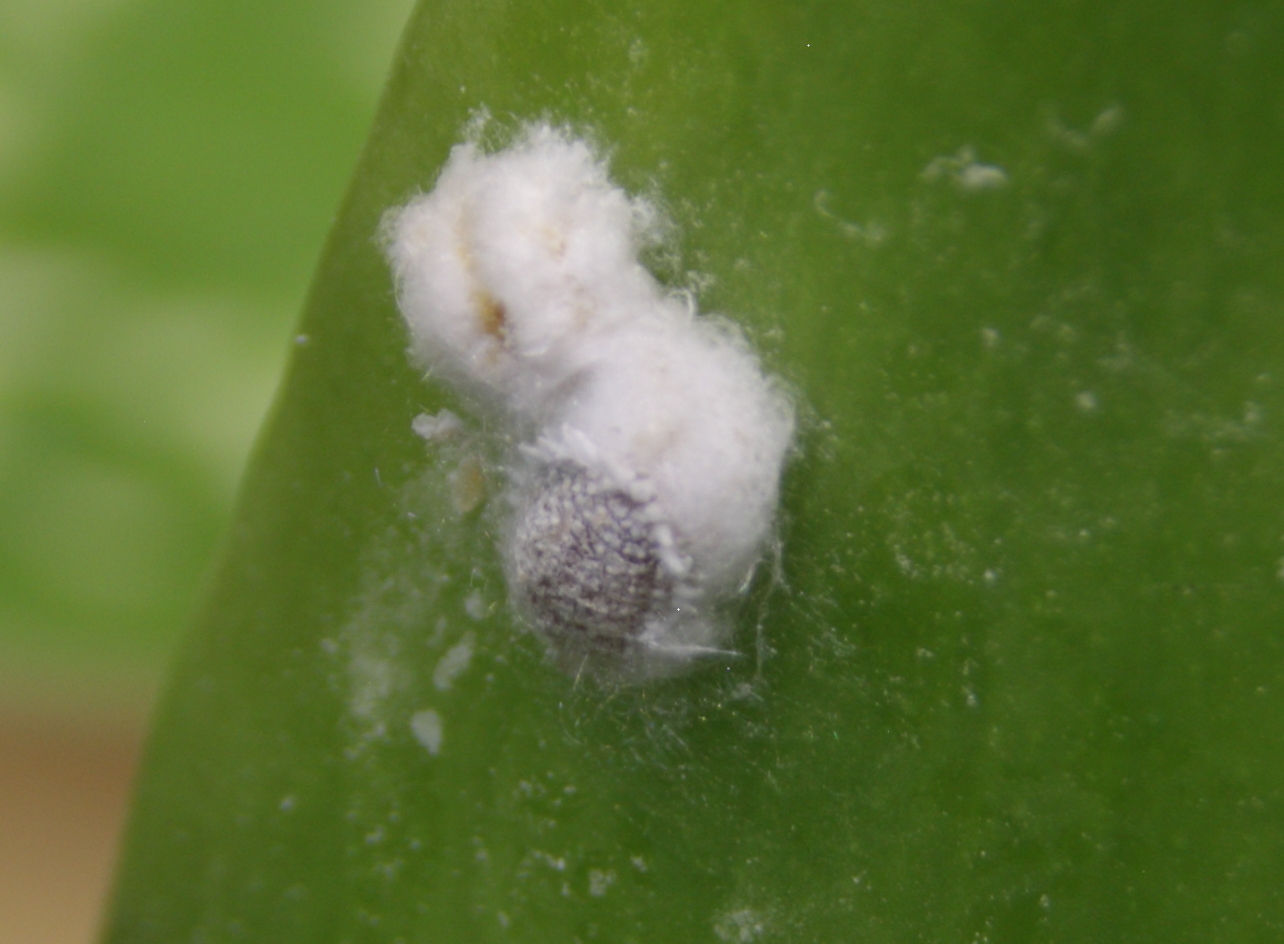
Мучнистая вата от червеца
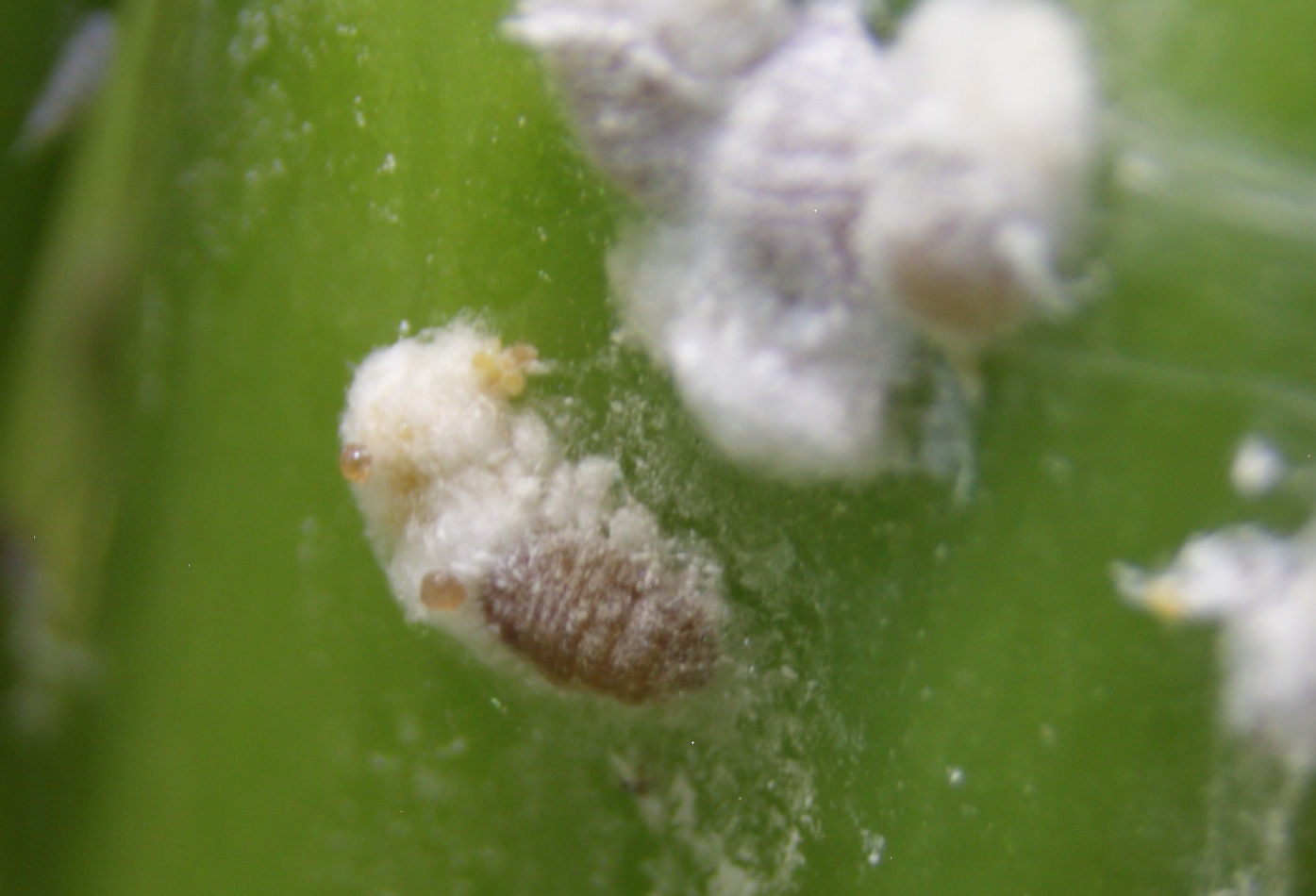
Мучнистые червецы и выделяемые ими пузырьки газа